# Шварценбах ам Валд
Шварценбах ам Валд (њем. Schwarzenbach am Wald) град је у њемачкој савезној држави Баварска. Једно је од 27 општинских средишта округа Хоф. Према процјени из 2010. у граду је живјело 4.917 становника. Посједује регионалну шифру (AGS) 9475169.

## Географски и демографски подаци
Шварценбах ам Валд се налази у савезној држави Баварска у округу Хоф. Град се налази на надморској висини од 686 метара. Површина општине износи 36,7 km². У самом граду је, према процјени из 2010. године, живјело 4.917 становника. Просјечна густина становништва износи 134 становника/km².